# Aeropuerto Internacional Jorge Wilstermann
El Aeropuerto Internacional Jorge Wilstermann Camacho (IATA: CBB, OACI: SLCB) es un aeropuerto que sirve a la Región metropolitana de Kanata de Cochabamba, en la región central de Bolivia. El nombre se debe al primer piloto comercial boliviano, Jorge Wilstermann Camacho, luego de su muerte, el entonces presidente de la empresa de aviación, solicitó que el aeropuerto llevara su nombre. Es un centro de conexión de la aerolínea Boliviana de Aviación (BoA), que está ampliando su flota para próximamente poder llegar a América y Europa. Este es el tercer aeropuerto más importante de Bolivia, detrás de los aeropuertos de Viru Viru en Santa Cruz y de El Alto en La Paz.   

## Aerolíneas y destinos
| Aerolíneas            | Destinos                                                                                                  |
| --------------------- | --- |
| Boliviana de Aviación | Cobija, La Paz, Oruro, Riberalta, Rurrenabaque, Santa Cruz de la Sierra, Sucre, Tarija, Trinidad, Yacuiba |
| Ecojet                | Guayaramerin (via TDD), La Paz, Santa Cruz de la Sierra, Sucre, Tarija, Trinidad                          |
| TAMep                 | Cobija, Santa Cruz de la Sierra, La Paz                                                                   |

### Destinos nacionales
| Ciudades por países     | Nombre del aeropuerto                     | Aerolíneas                                                        |
| ----------------------- | ----------------------------------------- | ----------------------------------------------------------------- |
| Bolivia                 |                                           |                                                                   |
| Cobija                  | Aeropuerto Capitán Aníbal Arab            | Boliviana de Aviación / Tam EP Bolivia / Andina Airlines          |
| Guayaramerín            | Aeropuerto Teniente Jorge Henrich Arauz   | Ecojet                                                            |
| La Paz                  | Aeropuerto Internacional El Alto          | Boliviana de Aviación / Ecojet / Tam EP Bolivia / Andina Airlines |
| Oruro                   | Aeropuerto Juan Mendoza                   | Boliviana de Aviación                                             |
| Riberalta               | Aeropuerto Capitán Av. Selin Zeitun López | Boliviana de Aviación                                             |
| Rurrenabaque            | Aeropuerto de Rurrenabaque                | Boliviana de Aviación                                             |
| Santa Cruz de la Sierra | Aeropuerto Internacional Viru Viru        | Boliviana de Aviación / Ecojet / TAMep / Andina Airlines          |
| Sucre                   | Aeropuerto Internacional de Alcantarí     | Boliviana de Aviación / Ecojet / Andina Airlines                  |
| Tarija                  | Aeropuerto Capitán Oriel Lea Plaza        | Boliviana de Aviación / Ecojet                                    |
| Trinidad                | Aeropuerto Teniente Jorge Henrich Arauz   | Ecojet                                                            |
| Yacuiba                 | Aeropuerto de Yacuiba                     | Boliviana de Aviación                                             |

### Destinos internacionales
| Ciudades por países                | Nombre del aeropuerto                       | Aerolíneas            |        |        |
| Europa                             | Europa                                      | Europa                | Europa | Europa |
| ---------------------------------- | ------------------------------------------- | --------------------- | ------ | ------ |
| España (1 destino, 1 aerolínea)    |                                             |                       |        |        |
| Madrid                             | Aeropuerto Adolfo Suárez Madrid-Barajas     | Boliviana de Aviación |        |        |
| Sudamérica                         |                                             |                       |        |        |
| Argentina (1 destino, 1 aerolínea) |                                             |                       |        |        |
| Buenos Aires                       | Aeropuerto Internacional Ministro Pistarini | Boliviana de Aviación |        |        |
| Brasil (1 destino, 1 aerolínea)    |                                             |                       |        |        |
| São Paulo                          | Aeropuerto Internacional de Guarulhos       | Boliviana de Aviación |        |        |

### Futuros destinos
| Ciudad           | Nombre del aeropuerto                             | Aerolíneas    | Fecha de inicio  |
| ---------------- | ------------------------------------------------- | ------------- | ---------------- |
| Lima             | Aeropuerto Internacional Jorge Chávez             | jetSMART      | Planes de inicio |
| Arequipa         | Aeropuerto Internacional Alfredo Rodríguez Ballón | jetSMART      | Planes de inicio |
| Ciudad de Panamá | Aeropuerto Internacional de Tocumen               | Copa Airlines | Planes de Inicio |

### Aerolíneas que cesaron operación

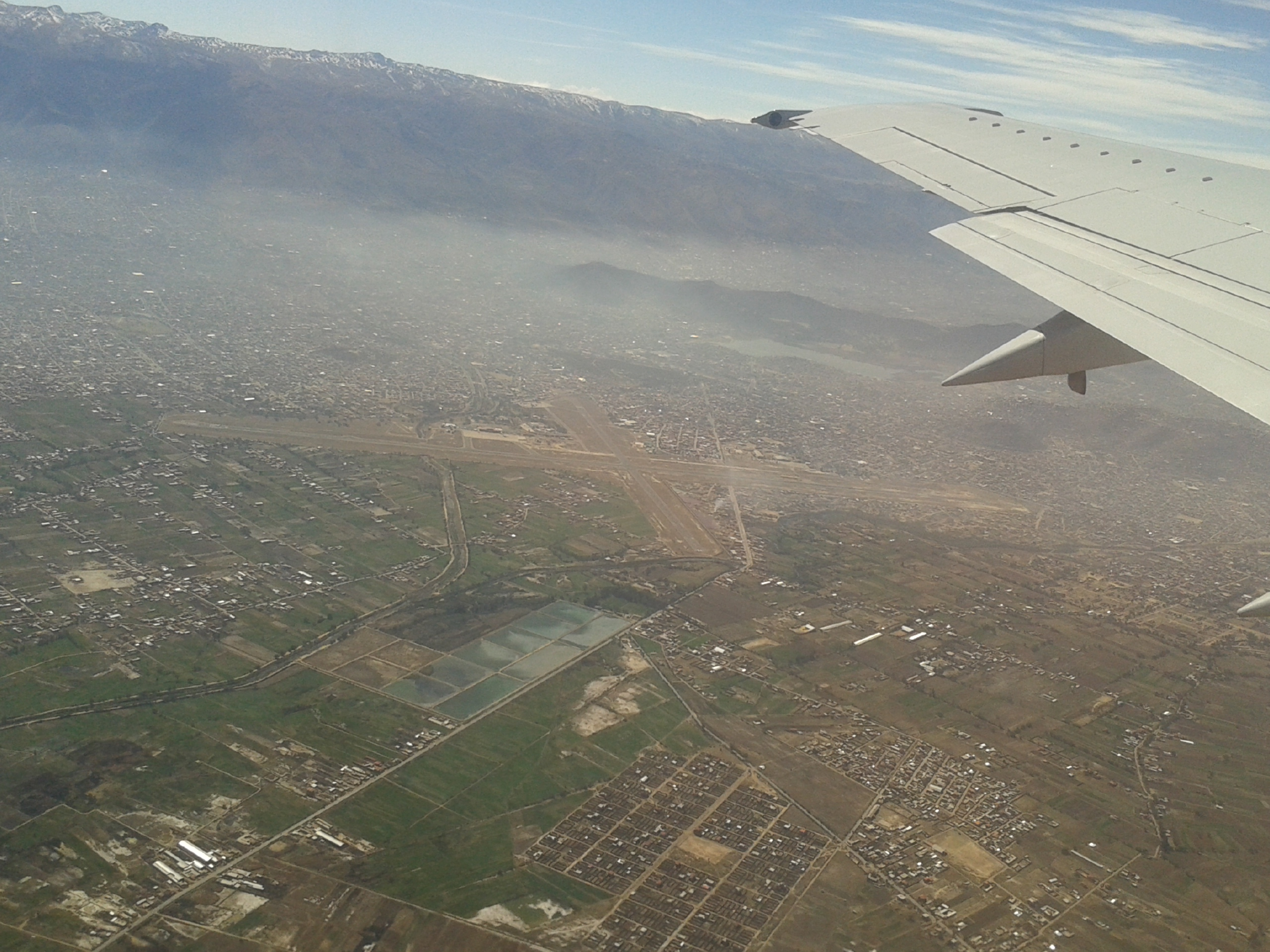
Vista del aeropuerto de Cochabamba.

#### Aerolíneas extintas y operativas
- AeroSur (La Paz, Santa Cruz de la Sierra, Sucre, Uyuni,  Tarija, Madrid, Cobija)
- Lloyd Aéreo Boliviano (Asunción, Buenos Aires-Ezeiza, Córdoba, Corumbá, La Habana, La Paz, Lima, Madrid,  Nueva York, Río de Janeiro, Salta, Santiago de Chile, Arica, Iquique, Santa Cruz de la Sierra, São Paulo, Sucre, Trinidad,Washington D. C.)
- LATAM Paraguay (Asunción)
- Aerolíneas Argentinas (Buenos Aires-Ezeiza)
- LATAM Brasil (São Paulo-Guarulhos)
- Panagra (Antofagasta, Buenos Aires-Aeroparque, Tacna, Montevideo, Lima, Santiago de Chile, Valparaíso, Washington-D.C., Miami, Nueva York-JFK)
- Aerocon (Trinidad)
- Northeast Bolivian Airways (La Paz, Lima, Miami, Washington D. C.)
- Líneas Aéreas Canedo (Santa Cruz de La Sierra, Uyuni, La Paz)